# Hei (Stramproy)
De Hei, oorspronkelijk Heyeroth (Topografisch Heijeroth), is een buurtschap aan de zuidwestkant in Stramproy in de Nederlandse provincie Limburg.
De Hei ligt tussen de bebouwde kom van Stramproy en Bocholt in de Belgische provincie Limburg. De Hei ligt ten zuiden van het natuurgebied Areven en ten noorden van het Stramprooierbroek. De buurtschap omvat de gebieden: de Horst, Crixhoek en Stramprooise heide.
Heyeroth was een van de vijf historische "rothen" (buurtschappen) van Stramproy.

## Bezienswaardigheden
In de Hei bevindt zich de Heyerkapel (ook: Smeetskapel), aan Kapelstraat 8. Dit is een betreedbare kapel uit 1853.
Een andere kapel is de Sint-Jobkapel (ook: Beverskapel), nabij Lochtstraat 6. Reeds omtrent het jaar 1500 was er hier sprake van een kapel. In 1889 werd deze gerestaureerd en in 1986 opnieuw hersteld.
Er zijn drie gemeentelijke monumenten in De Hei: De Heyerkapel en twee boerderijen uit 1829 (Kapelstraat 7 en 9).
In 1995 heeft de toenmalige gemeente Stramproy besloten dat de kern van de buurtschap, met de drie beschermde gebouwen aan de Kapelstraat, een gemeentelijk beschermd dorpsgezicht is. Sinds januari 1998 maken Stramroy en De Hei deel uit van de gemeente Weert. In 2007 heeft de gemeente Weert de aanwijzing als beschermd gezicht bevestigd en uitgebreid. De gemeente acht, in verband met de "ruime landelijke opzet" en het "karakteristieke wegenpatroon", De Hei van belang voor de "herinnering aan het leven in het buitengebied en de ontginning in de 19e eeuw".

In Hei lag ook de Groone Schans.
| Stramprooierheide (Stramproy) |  |                  |  | Boberden (Stramproy) |
|                               |  |                  |  |                      |
| Bocholt (B)                   |  |                  |  |                      |
|                               |  |                  |  |                      |
|                               |  | Molenbeersel (B) |  | Crixhoek (Stramproy) |

Stad: Weert

Kerkdorpen: Altweerterheide · Laar · Stramproy · Swartbroek · Tungelroy 

Buurtschappen: Altweert · Bosven · Breyvin · Castert · Crixhoek · De Berg · De Boberden · De Horst · Dijkerstraat · Hei · Houtbroek · Hushoven · Oud-Boshoven · Rietbroek · Vlootkant · Wisbroek

Woonwijken: Boshoven (Vrakker · Oda · Oud-Boshoven) · Laarveld · Molenakker · Kampershoek · Fatima · Weert-Centrum · Biest · Groenewoud · Leuken (Vrouwenhof · Leuken-Noord) · Keent (Parkhof) · Moesel · Graswinkel · Rond de Kazerne (Altweert · Boshoverbeek) 

Limburg: Steden en dorpen      Nederland: Provincies · Gemeenten